# Justyna Łysiak
Justyna Łysiak (* 20. Januar 1999 in Kluczbork) ist eine polnische Volleyballspielerin. Sie spielt auf der Position Libera.

## Erfolge Verein
Polnischer Pokal:
- 2019[2]